# La Durée poignardée
La Durée poignardée est une peinture de René Magritte réalisée en 1938 et conservée à l'Art Institute of Chicago.

## Description
Peint dans un style hyperréaliste avec des contrastes forts et très définis, la peinture représente une cheminée de marbre blanc du foyer de laquelle s'échappe une locomotive dont la vapeur remonte dans la cheminée. Sur sa console sont posés deux chandeliers et une horloge se reflétant dans un large miroir. La palette de couleurs est réduite : blancs et gris de l'horloge, de la cheminée, de la locomotive et du miroir, bruns du plancher et des murs, jaune/doré du bord du miroir et des chandeliers. L'éclairage vient de la droite.

## Histoire
L’œuvre est une commande d'Edward James, mécène du surréalisme. René Magritte destinait la peinture à l'escalier de la maison de James, afin de donner l'impression que le train poignarde chaque personne passant devant, mais elle n'y sera jamais accrochée.

## Analyse
Cette peinture a beaucoup inspiré les critiques d'art, qui élaborèrent des explications complexes quant à son sens, avant que René Magritte, vingt ans après l'avoir peinte, explique qu'il s'agisse simplement d'une exploration du concept d'énigme.